# Pithys albifrons
Pithys albifrons là một loài chim trong họ Thamnophilidae.